# NGC 5862
NGC 5862 este o galaxie eliptică situată în constelația Dragonul. A fost descoperită în 11 iunie 1885 de către Lewis A. Swift.